# Cattedrale di San Giorgio (Ferrara)

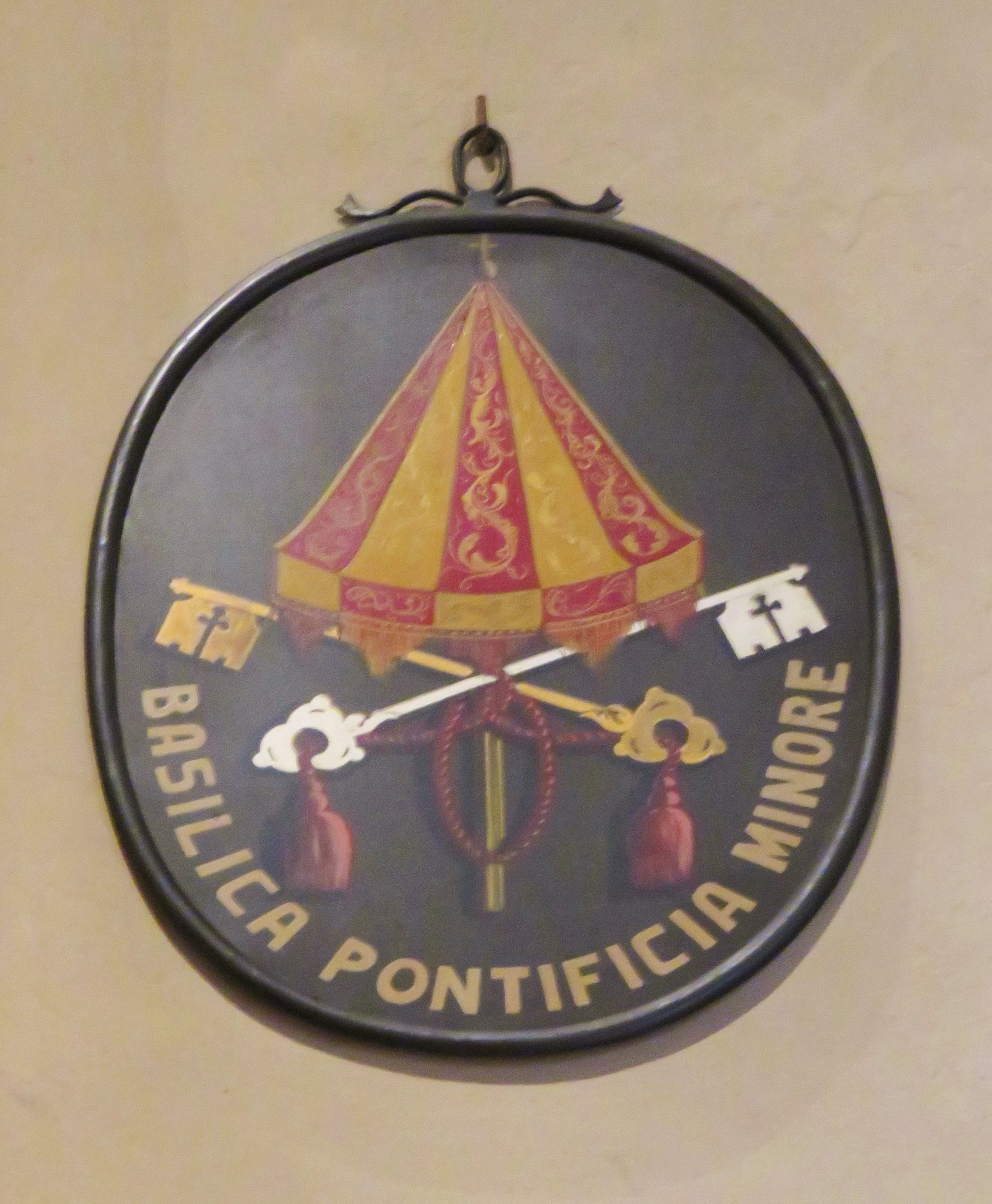
La cattedrale di Ferrara è Basilica Pontificia Minore

La cattedrale di San Giorgio Martire è il principale luogo di culto cattolico di Ferrara, chiesa madre dell'arcidiocesi di Ferrara-Comacchio.
Sorge al centro della città, di fronte al Palazzo Municipale, a fianco dell'antica piazza delle Erbe ed è collegata al palazzo Arcivescovile attraverso una volta coperta su via Guglielmo degli Adelardi.
È sede delle celebrazioni più importanti della diocesi come ordinazioni, pontificali e funerali solenni. In primavera avviene anche la Benedizione dei Palii, ovvero dei quattro tessuti dipinti che costituiscono il premio delle quattro gare del Palio di Ferrara.
Nella cattedrale è sepolto papa Urbano III.
Il 13 novembre 1959 papa Giovanni XXIII l'ha elevata alla dignità di basilica minore con il breve apostolico Mirabili nexu.
Dal 4 marzo 2019 al 22 marzo 2024 l'edificio è stato chiuso per restauri e consolidamento necessari per sanarne i cronici difetti strutturali e i danni subiti nel terremoto dell'Emilia del 2012.
Il 23 marzo 2024, in occasione della Domenica delle palme, la cattedrale è stata riaperta al culto.

## Storia

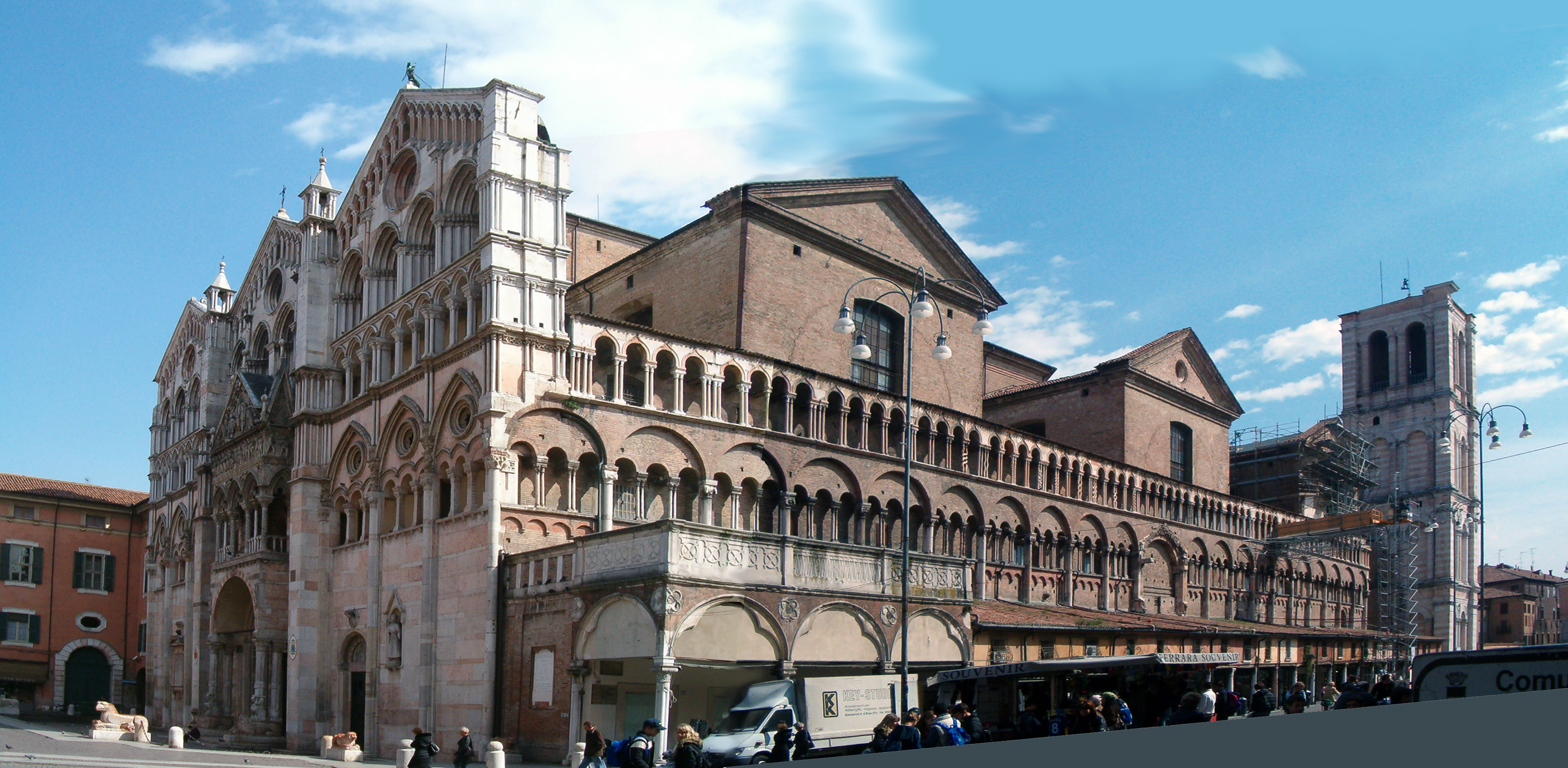
Veduta esterna con la loggia dei mercanti

La cattedrale fu costruita a partire dal XII secolo, con il contributo di Guglielmo I Adelardi che nel 1135 contribuì alla sua edificazione su concessione dell'antipapa Anacleto II ottenuta nel 1132, quando la città si stava allargando sulla riva sinistra del Po e di conseguenza il centro della città si spostava verso nord. La precedente cattedrale, la basilica di San Giorgio fuori le mura che sorge sulla riva destra del Po di Volano, al di fuori della cinta muraria dove vi fu il primo nucleo di Ferrara divenne chiesa parrocchiale. La nuova cattedrale fu cominciata nel 1135 e dedicata a san Giorgio, come si legge nell'iscrizione in volgare nell'atrio della chiesa. L'altare maggiore fu consacrato l'8 maggio del 1177, e questo conferma che 42 anni dopo la posa della prima pietra la parte orientale era quasi completa.
Lo stile romanico del progetto iniziale è testimoniato dalla parte inferiore della facciata. A differenza delle mura romaniche del duomo di Modena, a Ferrara già nella prima galleria si trovano forme gotiche. Le trifore della galleria sono coperte da archi a sesto acuto. La loggia sopra il protiro romanico della porta centrale fu costruita alla meta del XIII secolo in perfetto stile gotico.
Tra il 1451 e il 1493 venne eretto il campanile su progetto di Leon Battista Alberti che non fu mai ultimato ed è rimasto privo della progettata copertura a cuspide. Nello stesso periodo fu realizzata l'abside su progetto di Biagio Rossetti. Nel 1539 vi fu presentata per la prima volta la Gaude et laetare ferrariensis civitas di Cristóbal de Morales per il cardinalato di Ippolito II d'Este.

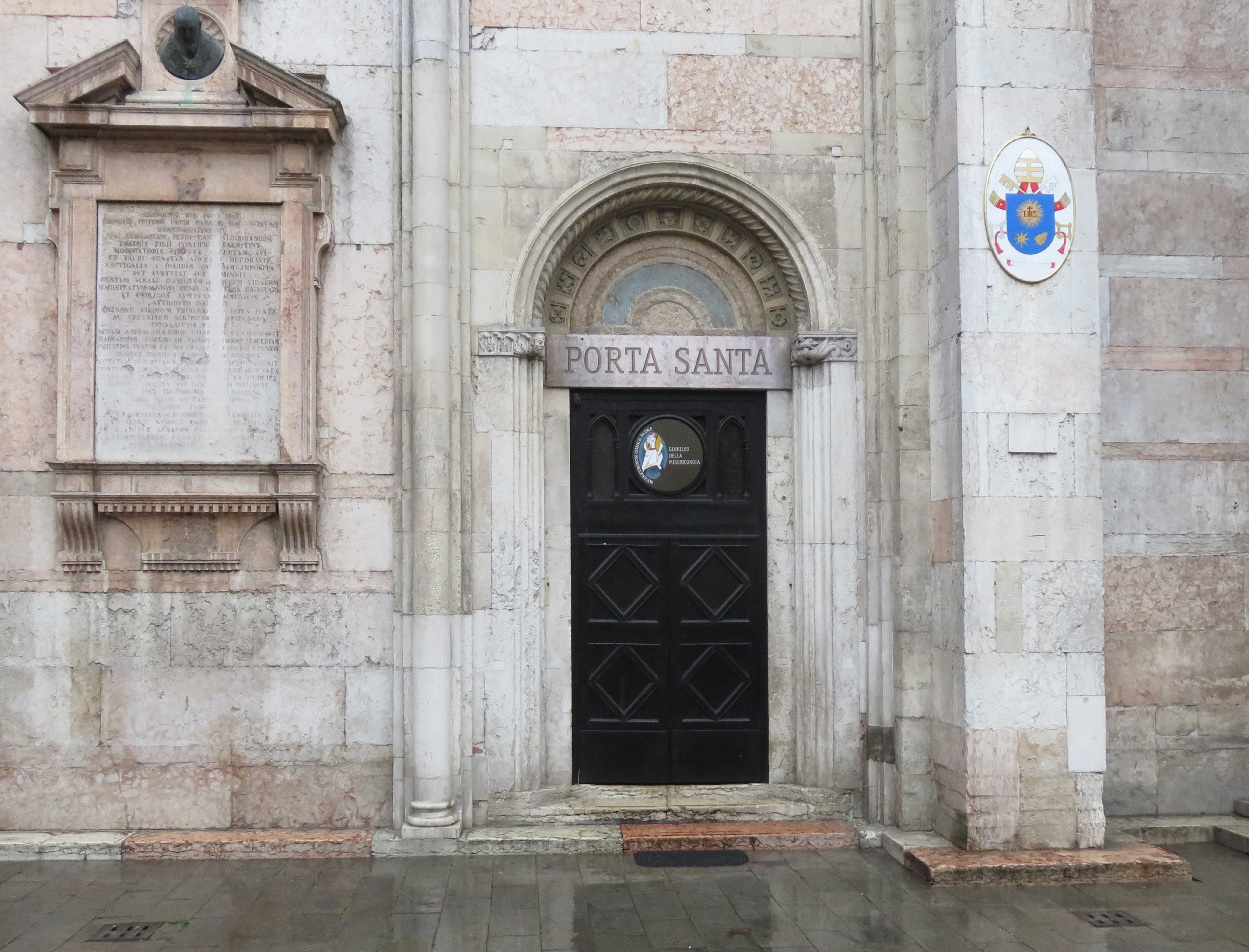
Porta santa aperta in occasione del Giubileo straordinario della misericordia

Il 2 giugno 1712 il cardinale Taddeo Luigi Dal Verme affidò al ferrarese Francesco Mazzarelli l'incarico del consolidamento di alcune parti dell'edificio.
Nel 1717, venne nominato vescovo di Ferrara il cardinale Tommaso Ruffo, in precedenza cardinale legato della città, che affidò il proseguimento dei lavori al romano Tommaso Mattei. Il completamento dei rifacimenti si rivelò molto più impegnativo di quanto inizialmente previsto e i lavori durarono diciassette anni. Alla fine il numero delle navate fu ridotto da cinque a tre e vi furono sostanziali modifiche a tutto l'apparato decorativo degli interni che fu completato nel secolo successivo.
Durante la seconda guerra mondiale, il 28 gennaio 1944, un bombardamento sulla città colpì anche la cattedrale distruggendo gli edifici retrostanti l'abside e parte del lato meridionale in prossimità del campanile.
Nel 2006 l'esterno dell'abside è stato oggetto di un restauro. Tra il 2015 ed il 2016 la cattedrale ebbe una porta santa in occasione del Giubileo straordinario della misericordia voluto da Papa Francesco.

## Descrizione

### Esterno

#### Facciata

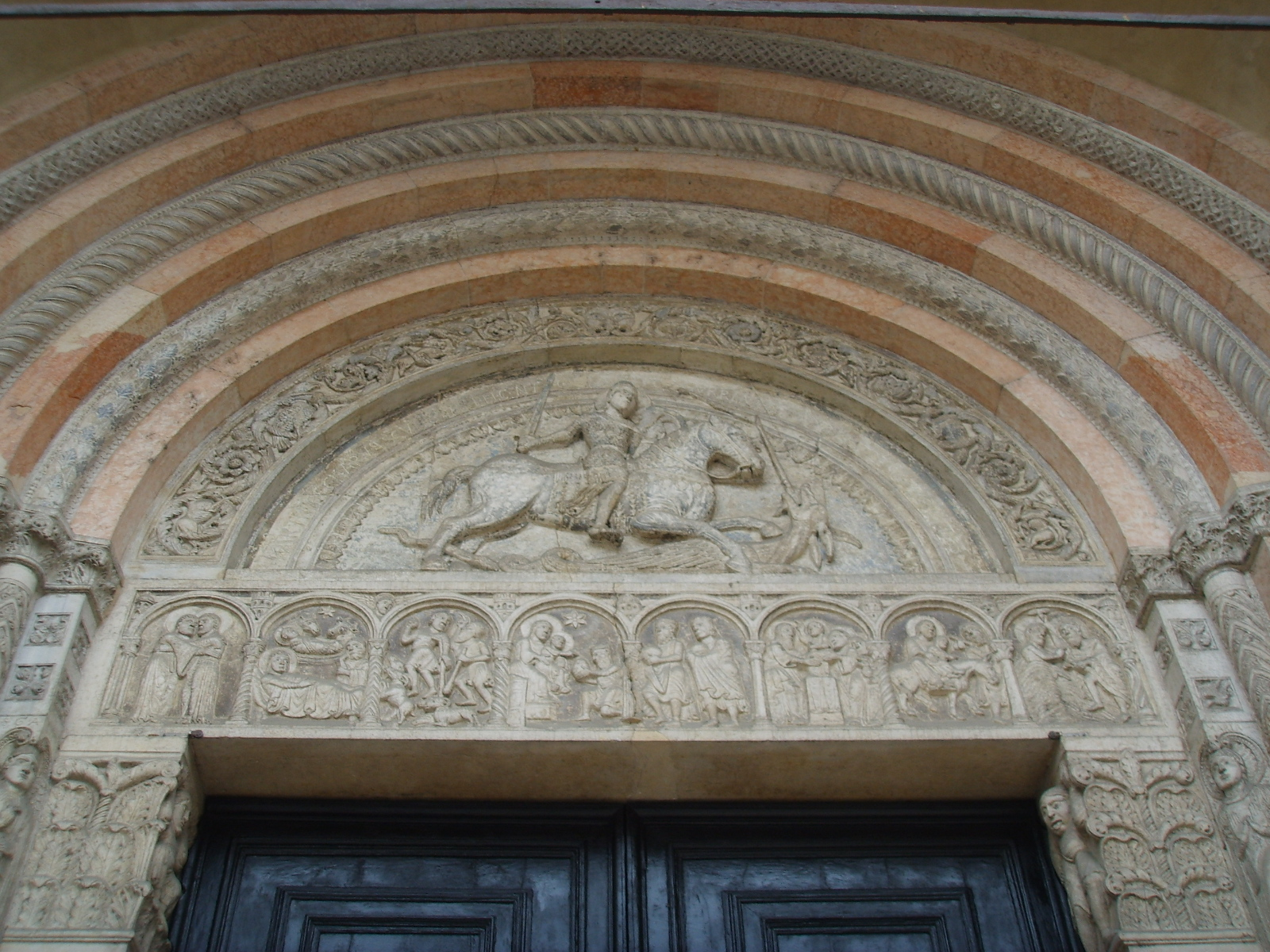
Il portale romanico di Nicholaus

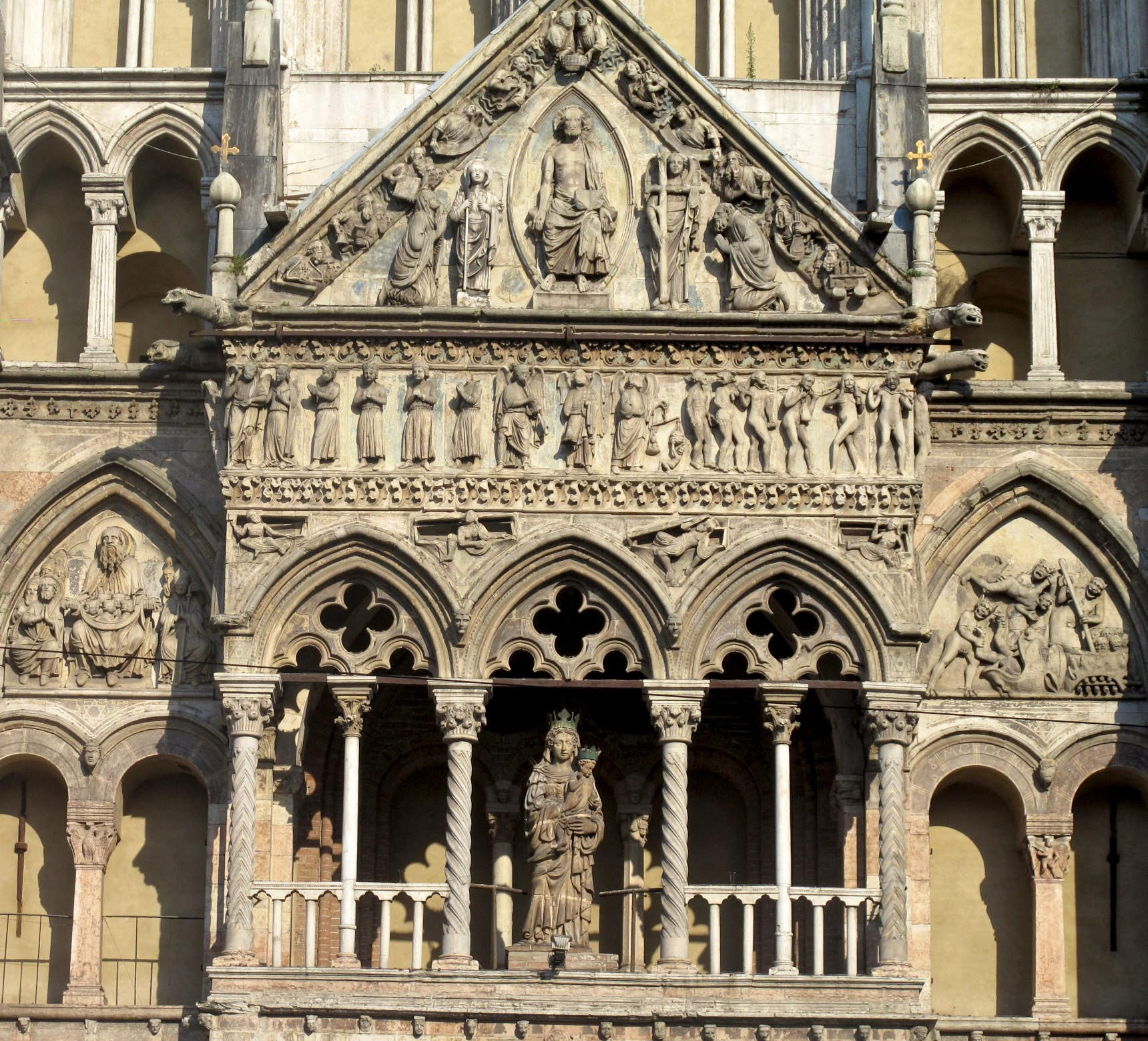
Loggia gotica al sopra del protiro romanico

La parte superiore della facciata della cattedrale di san Giorgio è in marmo bianco, a tre cuspidi, e presenta logge, arcatelle, rosoni, finestroni strombati, statue e numerosissimi bassorilievi gotici. Nella parte centrale della facciata risalta il protiro, sorretto da leoni e telamoni, sormontato da una loggia a baldacchino con la statua in terracotta della Madonna con il Bambino realizzata nel 1427 da Michele da Firenze e, in alto, è scolpito un Giudizio Universale di influenza gotico-francese. Nel Giudizio Universale i dannati vanno verso l'Inferno, i beati verso il Paradiso. Una figura mostruosa, a destra, ingoia le anime dei dannati, mentre a sinistra Abramo accoglie nel suo grembo le anime dei giusti. Sopra nell'attica proto-rinascimentale vi è il Cristo nella mandorla con ai due lati due angeli con in mano i simboli della Passione e Maria e Giuseppe che, inginocchiati, chiedono perdono per l'umanità. Sui lati del timpano i vegliardi, testimoni di tutto ciò che avviene. Il fregio sopra gli archetti raffigura l'arcangelo Gabriele con in mano la bilancia per la pesatura delle anime (psicostasia).
In basso, proprio al di sopra del portone centrale, due opere dello scultore Nicholaus, allievo forse di Wiligelmo: la lunetta raffigurante San Giorgio che uccide il drago, protettore di Ferrara, e le Scene del Nuovo Testamento.
Negli stipiti figure di profeti (Daniele, Geremia, Isaia, Ezechiele). Lo stesso Nicholaus progettò forse l'intera facciata, le absidi, le fiancate e la struttura interna della chiesa. Nella parte destra vi è una statua di Alberto V d'Este in veste da pellegrino, mentre sul lato sinistro un busto bronzeo di papa Clemente VIII è posto sopra una lapide che ricorda la presa di Ferrara da parte dello stesso pontefice. Alcuni elementi della facciata, come le loggette, sono simili a quelli delle cattedrali di Parma e Modena.

#### Fianco meridionale

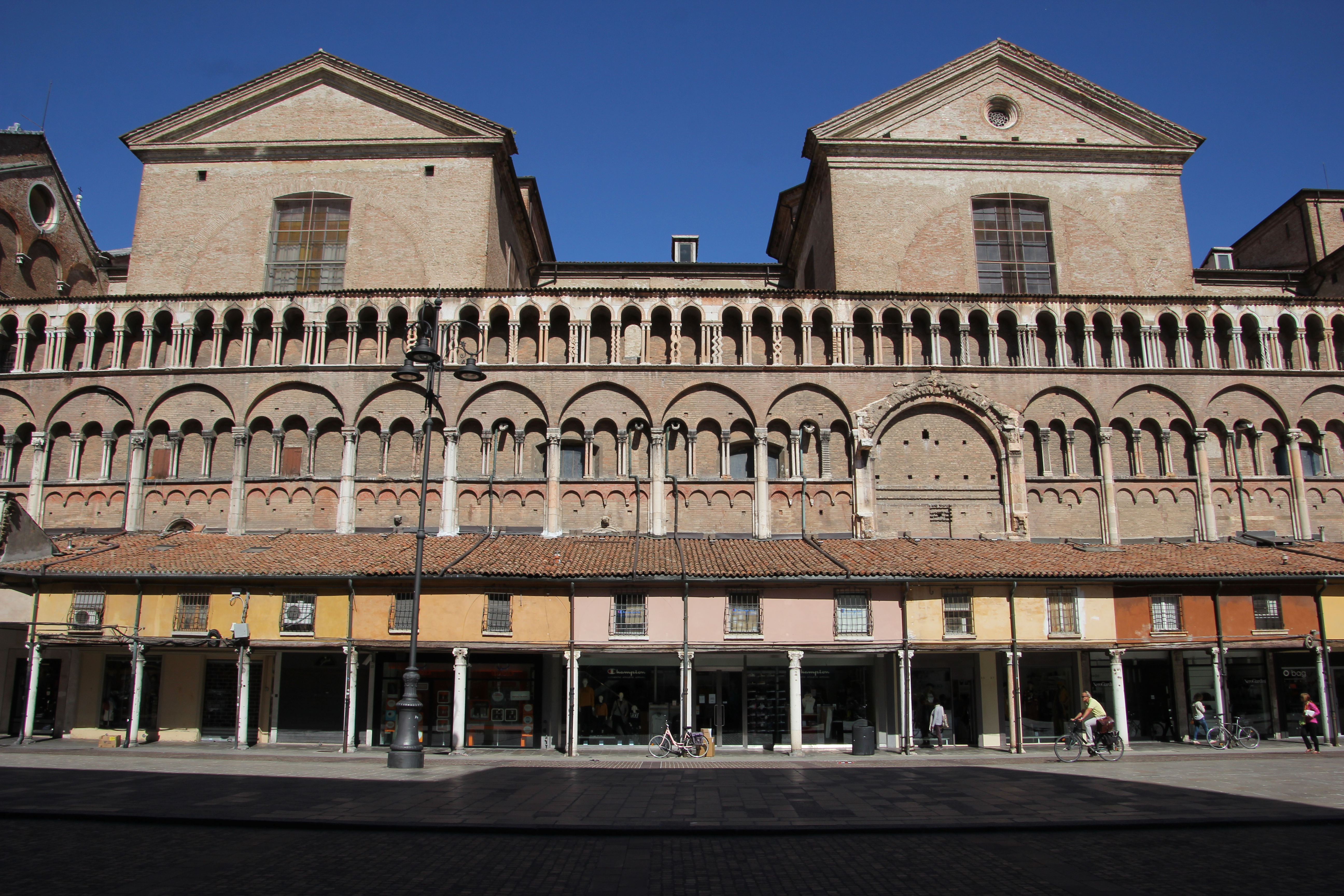
Fianco meridionale colla loggia dei mercanti, con gallerie di due differenti fasi del gotico ed abbaini del rinascimento

Il lato sud della cattedrale (orientata naturalmente da ovest verso l'altare ad est) lungo piazza Trento e Trieste, è decorato da due logge con colonnette scolpite con soggetti diversi. Su questo lato era presente un secondo grande portale, demolito nei restauri del Settecento, che si affacciava verso via San Romano, in direzione di Bologna: era il portale attraversato dai pellegrini che andavano a Roma. Attorno al portale vi erano alcune sculture raffiguranti i mesi dell'anno, da cui il nome Porta dei Mesi, in alternativa alla dicitura Porta dei Pellegrini; non si conosce il nome dell'autore delle sculture e gli storiografi dell'arte lo hanno chiamato Maestro dei mesi del Duomo di Ferrara. Come sulla facciata anche ai lati della Porta dei Mesi vi erano precedentemente degli ippogrifi stilofori, che ora si trovano di fronte alla cattedrale, prima della scalinata davanti all'entrata. Ora, sul fianco della chiesa, nella Loggia dei Merciai, vi sono alcuni fondi commerciali.

#### Campanile

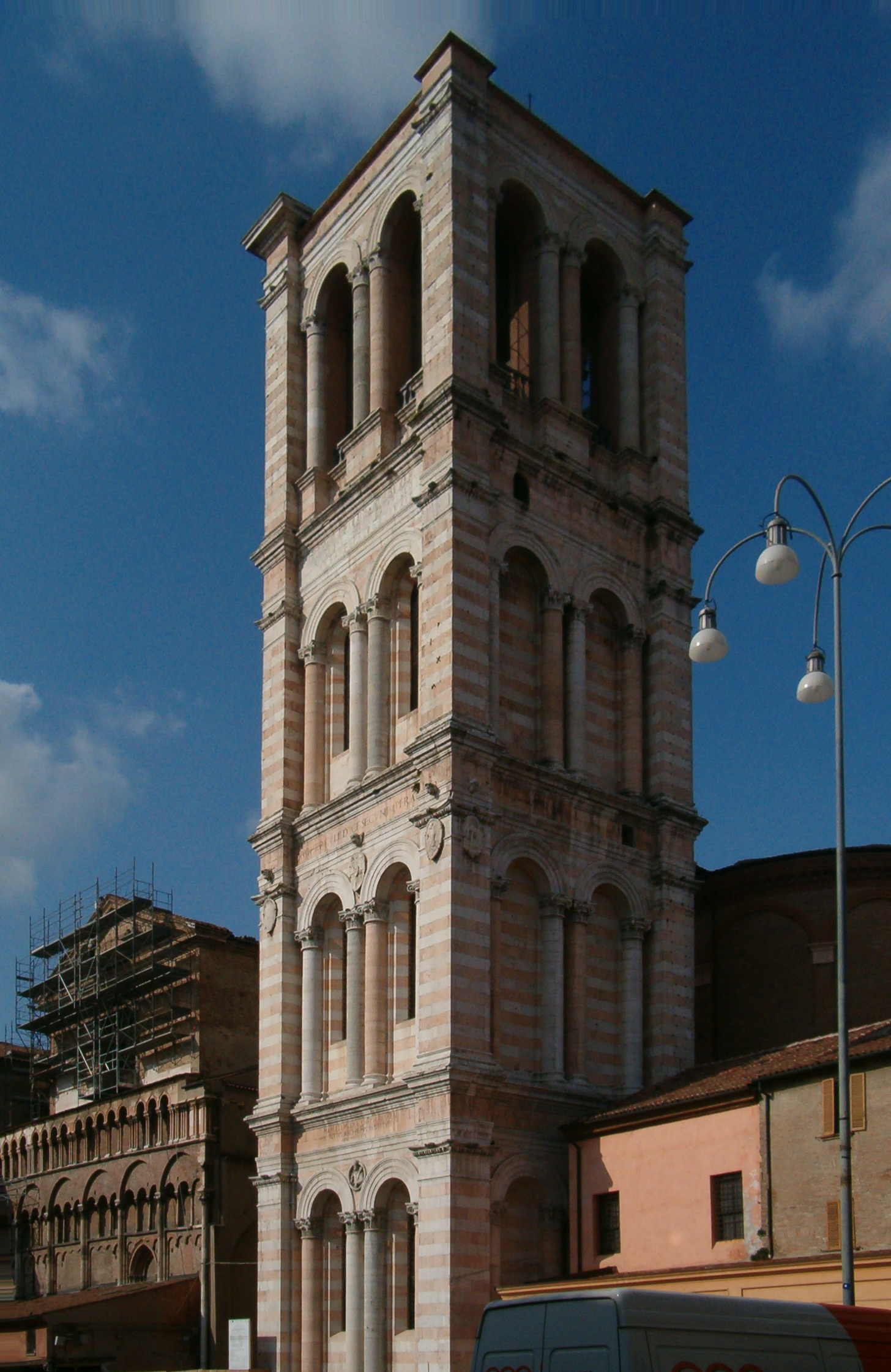
Il campanile

Sempre sul lato sud, vi è il campanile rinascimentale in laterizio e rivestito in pietra calcarea (bianco e rosso di Verona); le colonne ai lati nord e sud sono in calcare grigio di Noriglio, la zoccolatura delle colonne è in pietra d'Istria, i capitelli delle colonne sono in pietra di prun e alcuni stemmi nei lati sud e ovest sono in pietra tenera di Vicenza. Il campanile, il cui progetto è attribuito a Leon Battista Alberti, venne realizzato nel 1451-1493 e ultimato, nella forma attuale, alla fine del XVI secolo. Il campanile non è del tutto bilanciato, poiché il terreno è costituito da sabbia, perciò un ulteriore peso del tetto lo avrebbe fatto crollare.

#### Zona absidale

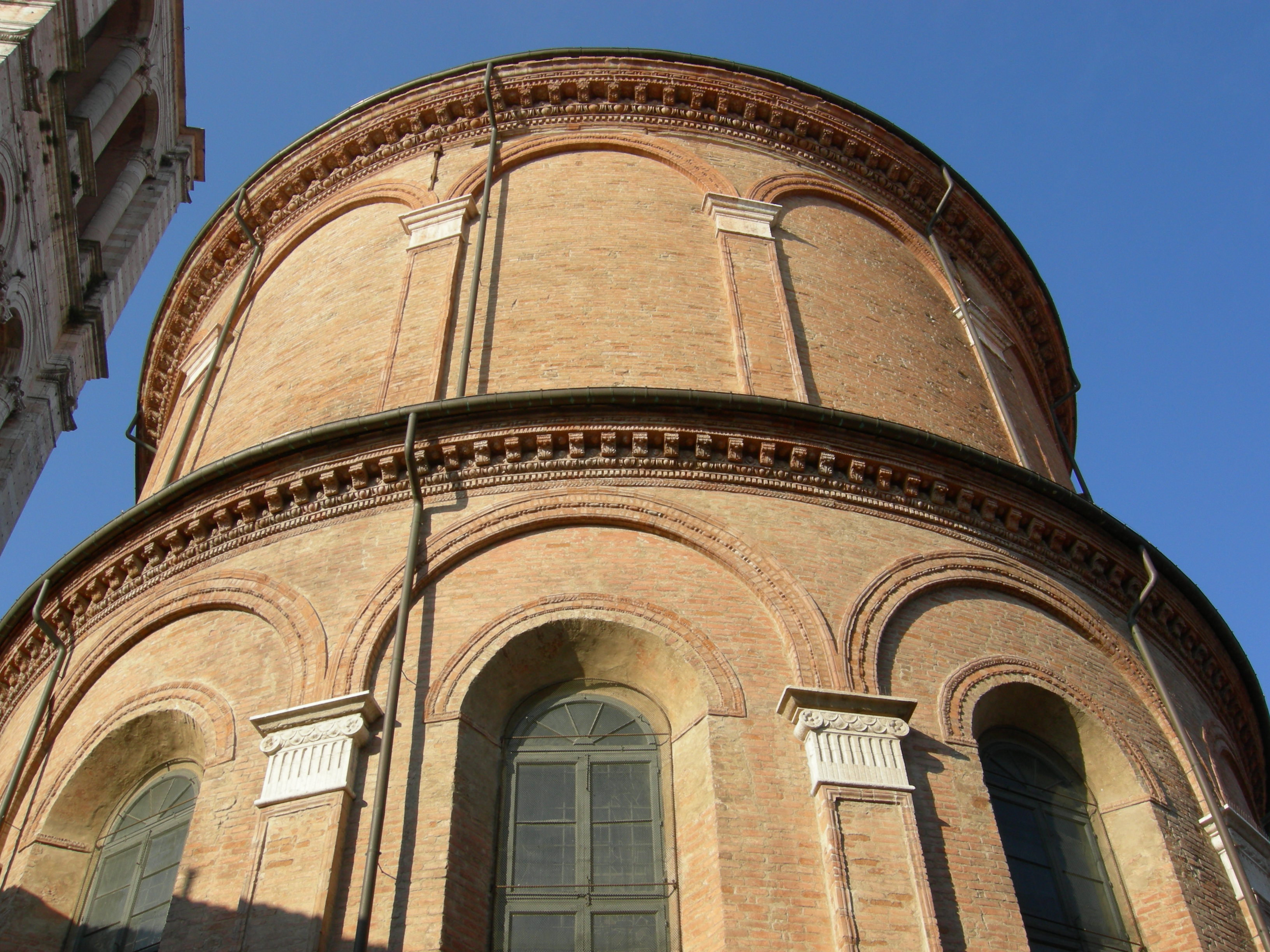
L'abside rinascimentale cita forme romaniche

L'abside in laterizio presenta archi in cotto e capitelli marmorei ed è opera dell'architetto e urbanista ferrarese Biagio Rossetti.

### Interno

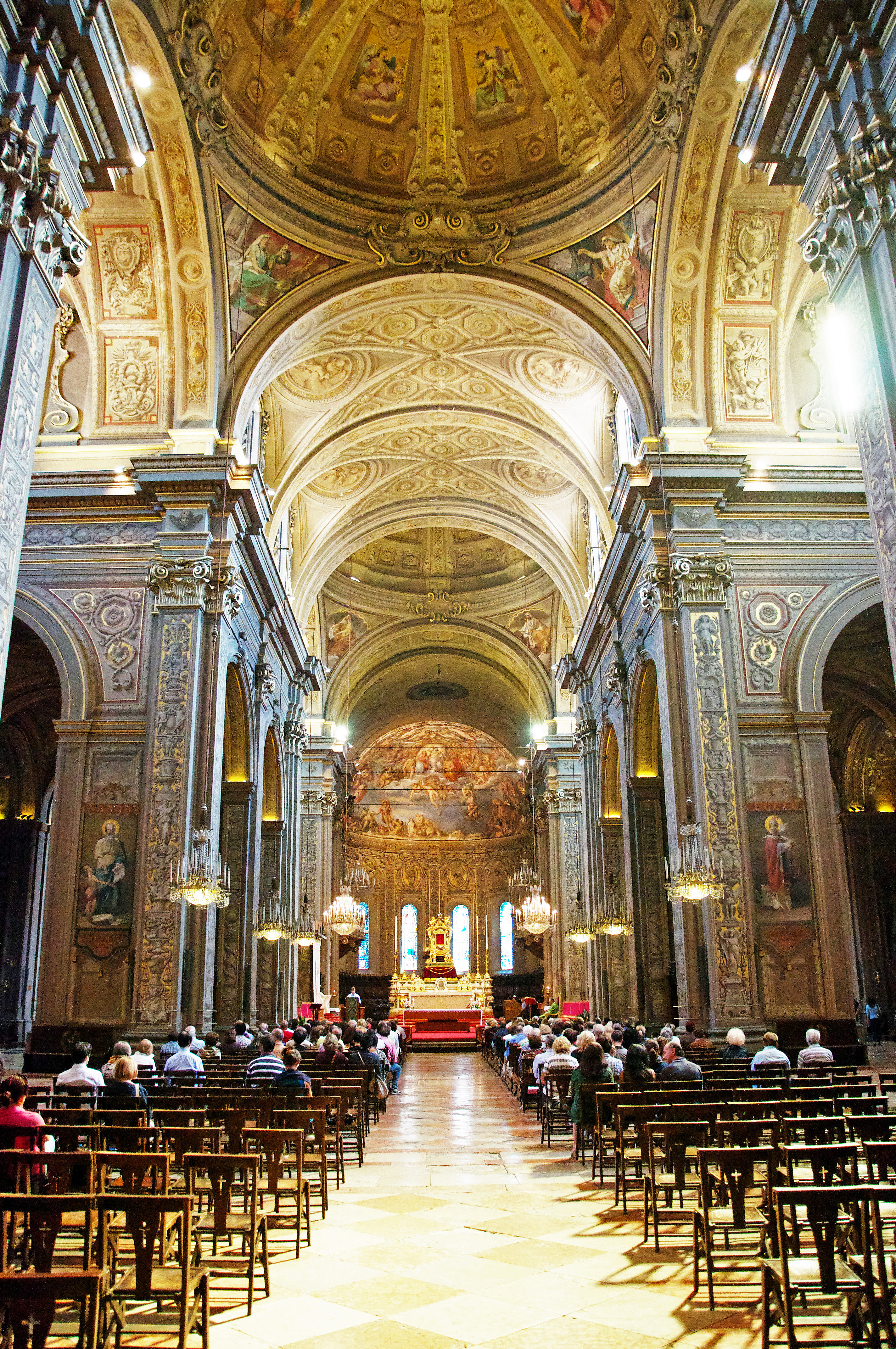
Interno, navata centrale

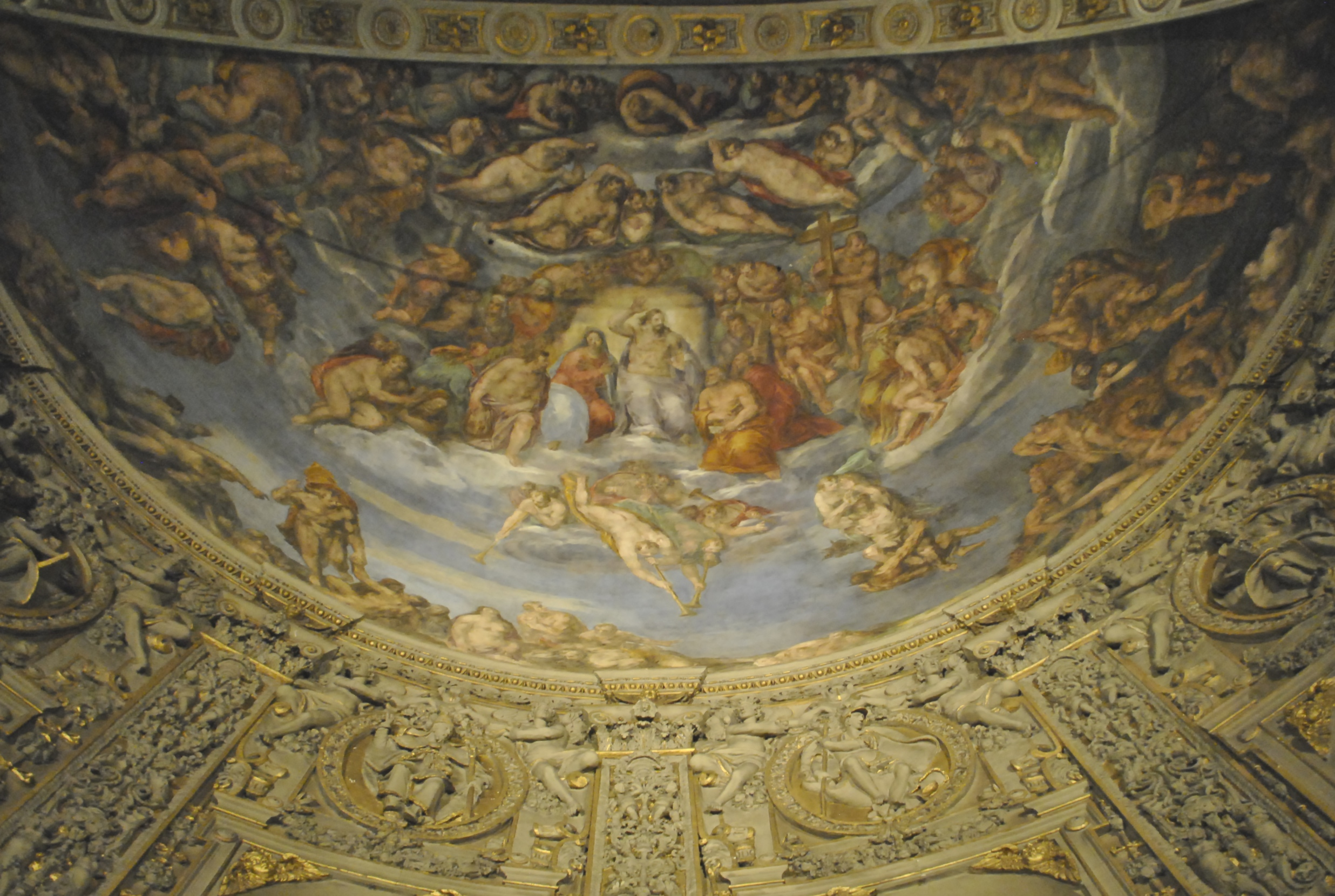
Bastianino Giudizio Universale

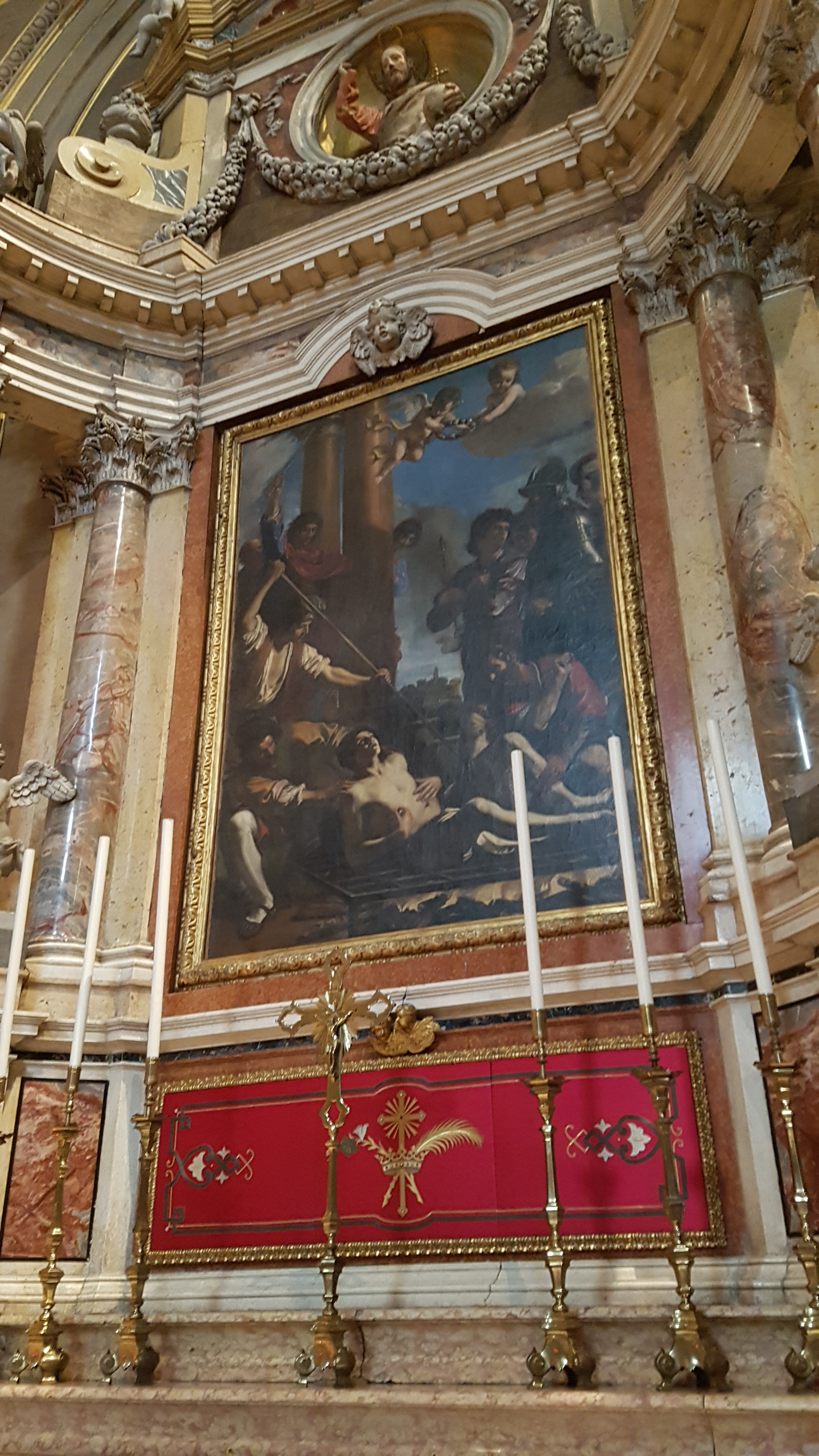
Guercino, Martirio di San Lorenzo, navata destra

Nell'atrio d'ingresso si trovano i basamenti originali dei pilastri della cattedrale medioevale, lasciano intuire la ripartizione originaria in cinque navate, vi sono ospitati anche sarcofagi paleocristiani e altri interessanti lapidei dell'epoca.
L'interno in stile barocco è a tre navate con triplice transetto. Al centro spicca l'altare maggiore, consacrato nel 1728, opera di Celio Tirini (scultore veneziano abitante in Ravenna) che reimpiegò marmi provenienti da edifici ravennati, per la maggior parte derivanti dalle rovine del Palazzo di Ravenna di Re Teodorico. A sinistra dell'altare c'è la tomba di Papa Urbano III (morto a Ferrara nel 1187) e a destra il busto del Papa Clemente XI. Sulla controfacciata monumentali statue dei patroni di Ferrara, San Giorgio e San Maurelio Vescovo di Giovanni Marchiori del 1746. Vi si possono ammirare, dal 1678 dopo altre collocazioni, le statue bronzee della Crocifissione e dei Santi Giorgio e Maurelio, di Niccolò Baroncelli e Domenico di Paris (quest'ultimo assieme a Giovanni Baroncelli succedendo alla morte di Niccolò) del XV secolo (al quale fu aggiunta nel 1955 il monumento marmoreo dedicato a Ruggero Bovelli ad opera dello scultore ferrarese Ulderico Fabbri su disegno dell'architetto Enrico Alessandri) e il quadro Martirio di san Lorenzo del Guercino, del XVII secolo.
Sempre nelle cappelle laterali sono presenti la Madonna in trono e Santi del Garofalo, l'Incoronazione della Vergine e Santi di Francesco Francia e la Vergine in gloria con le Sante Barbara e Caterina di Bastianino (XVI secolo). 
Proprio quest'ultimo dipinse tra il 1577 e il 1581 anche nel catino absidale, sopra il coro, l'affresco del Giudizio Universale ispirato a quello di Michelangelo nella Cappella Sistina.
Nell’ultima cappella della navata sinistra si trova la Cappella del Battistero. La cappella è in stile neo gotico e fu realizzata alla fine dell'Ottocento. Al suo interno è collocata la vasca battesimale, scavata in un unico blocco di marmo a otto lati è stata recentemente attribuita a Nicholaus.

### Organi a canne
Già nel XV sec. la cattedrale era dotata di un organo a canne, di incerta ubicazione, che venne sostituito, nel 1465, da un nuovo strumento posto al centro dell'abside maggiore, opera del francescano Giovanni da Mercatello (che già ne aveva costruito uno per il duomo di Firenze), con le portelle dipinte da Cosmè Tura nel 1469. La collaborazione dei due artefici produsse uno strumento che doveva sicuramente rispondere in pieno a quanto richiesto dal contratto che lo voleva 
(Contratto del 27 aprile 1465, custodito presso l'Archivio Notarile Antico nell'Archivio di Stato di Ferrara, not. Mengo dall'Armi, alla data, c. 28r-v)
 Il vecchio organo venne ceduto al convento di San Domenico e il nuovo rimase nella sua sede finché non iniziarono i lavori di risistemazione dell'abside ad opera di Biagio Rossetti.

#### Organo maggiore
L'organo a canne della cattedrale è stato costruito nel 1967 dalla ditta organaria padovana Fratelli Ruffatti.
Lo strumento è a trasmissione integralmente elettrica, con consolle mobile indipendente nell'abside avente tre tastiere di 61 note ciascuna ed una pedaliera concavo-radiale di 32.
Il materiale fonico si trova in tre posti distinti:
- il Positivo Espressivo (prima tastiera) e la relativa sezione del pedale si trovano alle spalle dell'altare maggiore;
- il Grand'Organo (seconda tastiera) e la relativa sezione del pedale si trovano nella cassa barocca sopra la cantoria alla destra del presbiterio;
- l'Espressivo (terza tastiera) e la relativa sezione del pedale si trovano nella cassa barocca sopra la cantoria alla sinistra del presbiterio.

#### Organo della cappella di Santa Maria delle Grazie
Nella prima cappella laterale di destra, dedicata a Santa Maria delle Grazie, patrona di Ferrara, si trova un secondo organo a canne, costruito da Domenico Fedeli nel 1746 ed ampliato nel 1780 da Filippo e Antonio Fedeli.
Lo strumento, a trasmissione integralmente meccanica, ha consolle a finestra, con unica tastiera di 52 tasti con prima ottava scavezza e pedaliera a leggio scavezza di 18 note costantemente unita al manuale.

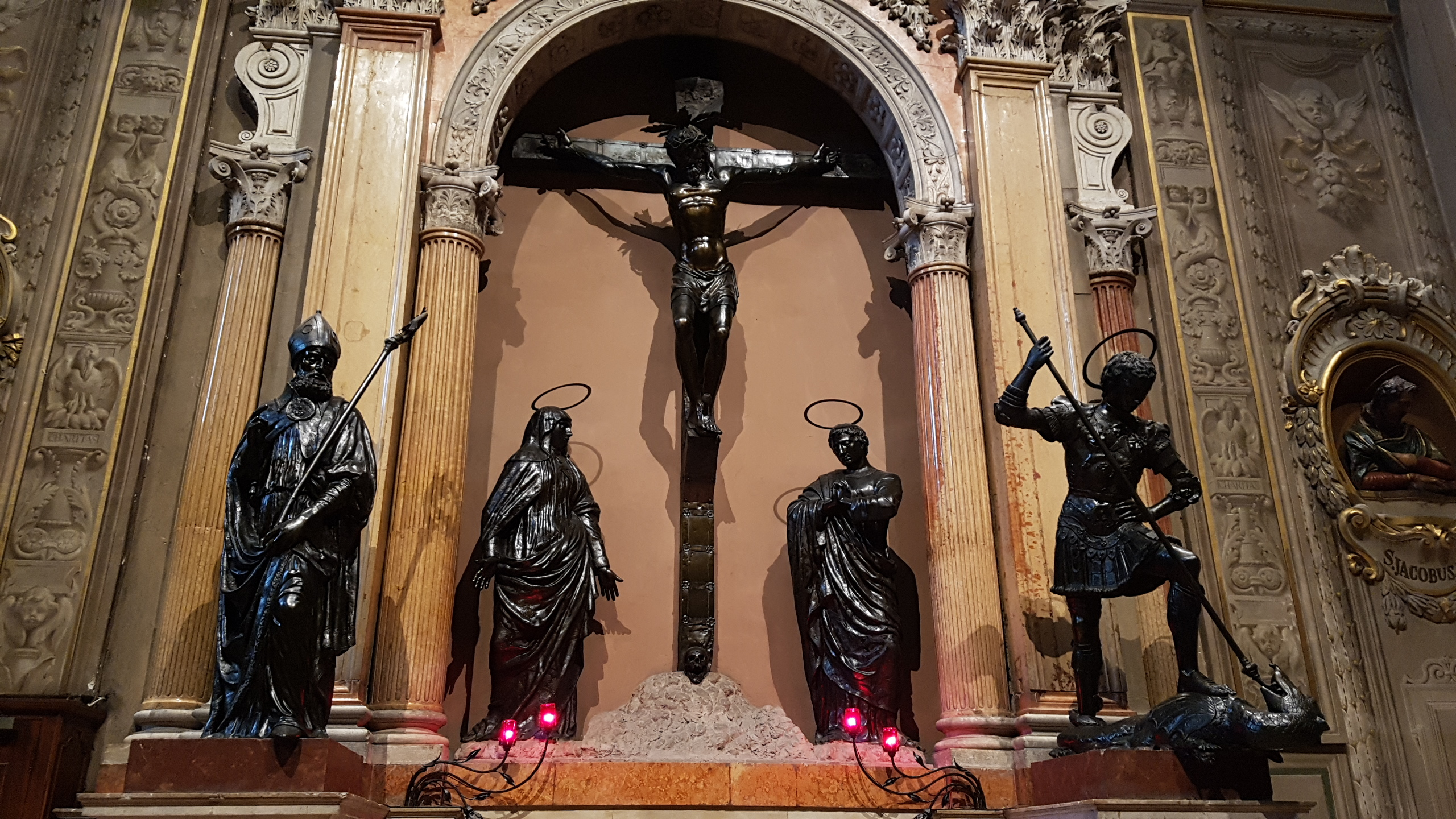
Crocifissione con i Santi Giorgio e Maurelio. Gruppo bronzeo di Niccolò Baroncelli e Domenico di Paris (XV secolo) in fondo alla navata destra

## Museo della cattedrale
Nella ex chiesa di san Romano, posta sempre su piazza Trento e Trieste, è ospitato il museo della Cattedrale, che raccoglie numerose opere d'arte legate alla storia della Cattedrale, dalla quale furono rimosse a seguito del rifacimento settecentesco, quali le antiche ante d'organo raffiguranti L'annunciazione e San Giorgio e il drago (1469) dipinte dal "capostipite" della Scuola ferrarese, Cosmè Tura, pittore della corte estense. Vi è anche la Madonna della melagrana (1409) di Jacopo della Quercia ed otto arazzi dedicati alle storie dei due patroni di Ferrara su cartoni del Garofalo e di Camillo Filippi, della metà del Cinquecento, eseguiti dalle manifatture ducali estensi, dirette dal fiammingo Johannes Karcher. Tra le sculture si ammirano le formelle duecentesche e il capitello con le storie della vita di san Giovanni Battista provenienti dalla Porta dei Mesi. Sono anche esposti oggetti sacri, reliquari e miniature.